# Hohenbinde
Hohenbinde ist ein Wohnplatz der Stadt Erkner im Landkreis Oder-Spree in Brandenburg.

## Geografische Lage
Der Wohnplatz liegt im Süden der Gemarkung von Erkner und dort unmittelbar an der Spree, die von Osten kommend in westlicher Richtung vorbeifließt. Nordwestlich befinden sich die beiden weiteren Wohnplätze Alte Hausstelle und Heim Gottesschutz, südöstlich der weitere Wohnplatz Jägerbude. Östlich hiervon führt die Bundesautobahn 10 von Norden kommend in südlicher Richtung vorbei. Nördlich des Wohnplatzes erstreckt sich ein ausgedehntes Waldgebiet, die südwestlichen Flächen sind Niederungsflächen der Spree.

## Geschichte

### 18. Jahrhundert
Im Jahr 1745 erschien der Heideläufer Schwadtke auf Hohen binde und stellt damit die erste urkundliche Erwähnung des Etablissements dar. Er bewirtschaftete 37 Morgen (Mg) Dienstland, 22 Mg Zinsacker und 13 Mg Wiese. Offenbar betätigte er sich auch als Krüger und geriet in dieser Funktion mit der Obrigkeit in Konflikt. Der Kammerrat Schönholz reichte Klage ein, da Schwa(d)t(c)ke Bier ohne Genehmigung ausgeschenkt haben soll. Ein Heideläufer sowie ein Holzschläger waren auch Inhalt eines Dokumentes aus dem Jahr 1750, das sich mit der Hohen Binde befasste. Schwadtke reichte im Jahr 1754 die Pläne für den Bau eines Büdnerhauses auf seinem Zinsacker ein. Sein Antrag war erfolgreich, denn im Jahr 1756 erschienen als Bewohner der königlichen Rüdersdorfschen Heide auf der Hohenbinde erneut der Unterförster und der Holzschläger, die als Brüder geführt wurden. Nach dem Tod Schwadtkes übernahm der invalide Feldjäger Prescher das Amt des Unterförsters. Er stritt jedoch mit Schwadtkes Witwe über den Zinsacker und den Bau eines Hauses. Nach einer Erwähnung des Holzschlägers und dem Förster im Jahr 1773 lebten im Jahr 1791 auf dem Wohnplatz der Büdner, ein Einlieger sowie ein Krüger; in Summe 31 Personen, die fünf Feuerstellen (= Haushalte) betrieben. Einer der Kolonisten, der auch als Holzschläger tätig war, hieß im Jahr 1772 Richter. Er stellte beim Amt Rüdersdorf den Antrag, Amtsforstland aus einer Fläche zu erhalten, die als Quappenkrug bezeichnet wurde. Zwei Jahre später schloss er am 4. Mai 1778 mit dem Amt einen Erbpachkontrakt über 20 Morgen Acker ab.

### 19. Jahrhundert
Die Anzahl der Bewohner ging auf 23 Personen im Jahr 1801 zurück. Es gab nach wie vor ein Forsthaus und einen Krug sowie mittlerweile zwei Einlieger und nur noch zwei Feuerstellen.  Im Jahr 1817 war die Bevölkerungsanzahl auf 45 Personen gestiegen und sank auf 27 Personen im Jahr 1840. Hohenbinde bestand nach wie vor aus dem Forsthaus und Krug mit drei Wohnhäusern. Der Wiesenhüter und Krüger Prötscher versuchte im Jahr 1822, ein Wiesenstück vom Amt zu erhalten. Kurz darauf erhielt er das Krugrecht. Im Jahr 1826 trat eine Frau von Brandt, geborene von Sack, eine Fläche von 9 Morgen 118 Quadratruten an den Büdner Johann Andreas Rippmeister in Hohenbinde sowie an den ehemaligen Jäger Johann Christian Regelin in Tiefensee ab. Die Fläche gehörte ursprünglich zum Holzschlägerhaus des Dorfes. In dieser Zeit wurde der Büdnerhof des Unterförsters Pr(o)escher geteilt. Zum Ende des 1830er Jahre war der Förster Mätlow verstorben; seine Witwe geriet in finanzielle Not und bat das Amt um Unterstützung.  Im Jahr 1860 gab es die Kolonie mit dem Abbau Jägerbude, in der in Summe drei Wohn- und fünf Wirtschaftsgebäude standen. Im Schutzbezirk und Forsthaus bei der Kolonie Hohenbinde standen ein Wohn- und drei Wirtschaftsgebäude. In der Kolonie lebten 34, im Forsthaus neun Personen (1858). Zu dieser Zeit gab es eine Fährverbindung im Dorf.

### 20. Jahrhundert
Bis 1925 war die Anzahl der Bewohner auf 62 Personen angestiegen. Zwei Jahre später wurde von einer Ansiedlung und Forsthaus berichtet. Im Jahr 1969 war Hohenbinde Sitz der Revierförsterei Hohenbinde des staatlichen Forstwirtschaftsbetriebs Hangelsberg. Es gehörte zum Gutsbezirk Rüdersdorfer Forst und dort von 1899 bis 1918 zur Oberförsterei Erkner, danach zum Forstgutsbezirks Rüdersdorf. Im Jahr 1929 erfolgte die Eingemeindung nach Erkner; dort ist Hohenbinde seit 1932 ein Wohnplatz.

## Persönlichkeiten
- Albert Kiekebusch (1870–1935), deutscher Prähistoriker, wohnte seit 1919 bis zu seinem Tod in Hohenbinde